# 6920 Esaki
6920 Esaki (1993 JE) là một tiểu hành tinh vành đai chính được phát hiện ngày 14 tháng 5 năm 1993 bởi K. Endate và K. Watanabe ở Kitami.